# Distúrbio neurovegetativo

Emoções fortes de tristeza, vulnerabilidade, ansiedade e medo causam sensações físicas fortes, mesmo que os órgãos e sistemas estejam saudáveis. Não se trata de uma simulação. Nas ciências da saúde esse tipo de sintomas são conhecidos como psicorreativos.

Distúrbio neurovegetativo é um transtorno psicológico no qual o paciente atribui seus sintomas a um mau funcionamento de um sistema ou de órgão inervado e controlado pelo sistema neurovegetativo (autônomo) porém exames exaustivos não indicam nenhum problema significativo nesse sistema. Inclui os sistemas cardiovascular, gastrointestinal, respiratório e urogenital. É classificado como um tipo de somatização ou transtorno de conversão, ou seja, quando o emocional é a principal causa dos sintomas físicos.
Pejorativamente, o "DNV" é utilizado para rotular diagnósticos de pacientes confundidos como simulação, poliqueixa ou chamamento de atenção no atendimento, tornando-se popularmente referido como "peripaque" ou "piti" dentre as emergências emocionais, termo derivado de pitiatismo, designado por Joseph Babinski para os distúrbios secundários subordinados à histeria, para distinguir somatizações exageradas. Outras condições não descartáveis poderiam estar associadas, subjacentes e coexistentes à somatização, e não ser totalmente de origem psicogênica emocional, por exemplo a síndrome do pânico.

## Sinais e sintomas
As queixas podem ser a respeito de um funcionamento excessivo de um dos sistemas autônomos, como por exemplo palpitações, transpiração, ondas de calor ou ondas de frio, tremores, urina excessiva ou algo similar. Pode ser causado por medo e perturbação com a possibilidade de uma doença física (hipocondria), por exemplo de que caso demore muito para ir ao pronto socorro poderá ter um ataque cardíaco.
Outro tipo de queixas comuns são as mais subjetivas, inespecíficas e variáveis, como dores, mal estar, desconforto, queimação, peso, aperto, inchaço ou distensão em algum órgão ou sistema específico ou mesmo algo mais difuso e genérico pelo corpo.

## Diagnóstico
Distúrbio neurovegetativo é um diagnóstico por exclusão, ou seja, só pode ser feito após uma bateria de exames excluir todas as possíveis causas orgânicas.

## Tratamento
Os sintomas melhoram temporariamente com o uso de placebos, mas é necessário psicoterapia para lidar com a insegurança, ansiedade, traumas e. O foco da Terapia comportamental é desfazer os condicionamentos aversivos que desencadeiam os sintomas e desenvolver comportamentos emocionais mais saudáveis.
Os distúrbios neurovegetativos geralmente aparecem após os 20 anos de idade, portanto, não podendo ser atribuídos a fatores meramente psicológicos, embora eles representem um forte componente desencadeante. Há fatores intrínsecos - genéticos, disfunção dos neurotransmissores - e extrínsecos - insegurança, baixa estima, aliados a características de personalidade instáveis, que levam aos sintomas já descritos. Quanto ao tratamento, melhor funcionam os ansiolíticos - bromazepan, diazepan - do que os antidepressivos. A Terapia Comportamental e a compreensão e carinho familiar, podem resultar no melhor remédio.(Fonte: experiências próprias do autor,-bioquímico- durante 50 anos de convívio).